# Aethria haemorrhusa
Aethria haemorrhusa är en fjärilsart som beskrevs av Jacob Hübner 1826. Aethria haemorrhusa ingår i släktet Aethria och familjen björnspinnare. Inga underarter finns listade i Catalogue of Life.